# Oxford House (Manitoba)
Pour les articles homonymes, voir Oxford House.
Oxford House est une réserve indienne du Centre du Manitoba, au Canada située à l'est du lac Oxford (en), sur le cours de la rivière Hayes. Au recensement de 2006, on y a dénombré une population de 1 947 habitants. La majorité de la population amérindienne est de la Nation des Cris et parle la langue crie.

## Historique
Avant l'arrivée des Européens, les Cris se regroupaient au printemps et à l'été près de Jackson Bay, sur le lac Oxford avant de se séparer en familles pour l'hiver. Les premiers contacts furent avec les employés de la Compagnie de la Baie d'Hudson. Dans les années 1700, des postes de traite furent construits à Oxford House. Plusieurs embarcations nautiques dont le bateau York furent construites par les Cris jusqu'aux environs de 1920.
Parmi les missionnaires, on note la présence d'Henry Bird Steinhauer (en) qui a ouvert une mission en 1848 et qui convainc les Cris d'avoir un domicile fixe à l'année à Jackson Bay.

## Installations
On retrouve l'aéroport local d'Oxford House (code OACI : CYOH) ainsi que le détachement d'Oxford House de la Gendarmerie royale du Canada et l'école secondaire '72 Memorial High School.
Historiquement desservie en électricité par des génératrices au diesel, la réserve est desservie par l’hydroélectricité depuis 1997 après l'acceptation du projet North Central par les gouvernements fédéraux et provinciaux, les communautés et Manitoba Hydro,.

## Démographie
Évolution de la population
- 1989 : 1 270[7]
- 1996 : 1 615[8]
- 2001 : 1 731
- 2006 : 1 947